# Sphragifera hexagona
Sphragifera hexagona là một loài bướm đêm trong họ Noctuidae.